# Germán Leguía y Martínez Jakeway

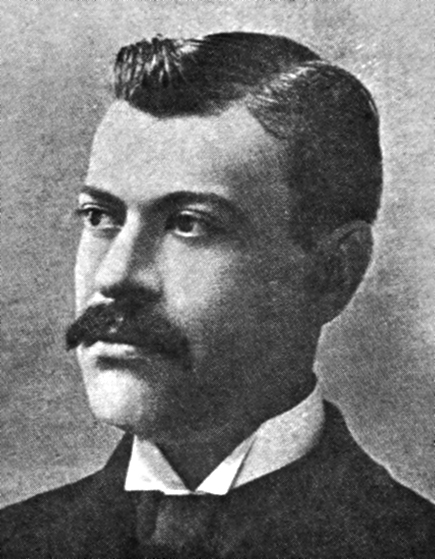
Germán Leguía y Martínez Jakeway

Germán Leguía y Martínez Jakeway (* 30. April 1861 in Lambayeque; † 21. November 1928 in Magdalena del Mar, Lima) war ein peruanischer Politiker, der unter anderem zwischen 1919 und 1922 Premierminister von Peru war.

## Leben
Germán Leguía y Martínez begann nach dem Schulbesuch ein Studium der Rechtswissenschaften an der Universidad Nacional Mayor de San Marcos (UNMSM) und war nach dessen Abschluss als Rechtsanwalt tätig. 1905 wurde er Präfekt des Departamento Piura und bekleidete diese Funktion bis 1907. Er war ferner zwischen 1909 und 1911 Gesandter in Ecuador. Nach seiner Rückkehr wurde er am 23. Januar 1911 als Nachfolger von Emilio Althaus Dartnell von seinem Cousin Augusto Leguía y Salcedo, der zwischen 1908 und 1912 und von 1919 bis 1930 Staatspräsident von Peru war, erstmals zum Außenminister (Ministro de Relaciones Exteriores) berufen und behielt dieses Ministeramt bis zu seiner Ablösung durch Wenceslao Valera Olano am 24. September 1912.
Am 6. Dezember 1919 löste Leguía y Martínez Melitón F. Porras Osores als Premierminister von Peru (Presidente del Consejo de Ministros) ab. Er übte dieses Amt bis zum 7. Oktober 1922 aus. Julio Enrique Ego Aguirre trat seine Nachfolge an. Zugleich fungierte er zwischen dem 6. Dezember 1919 und dem 7. Oktober 1922 auch als Minister für Inneres und Polizei (Ministro de Gobierno y Policía) sowie vom 31. August bis 1. Oktober 1920 sowie erneut zwischen dem 18. März und dem 4. April 1921 als kommissarischer Außenminister.
Aus seiner Ehe mit Francisca Iturregui gingen fünf Kinder hervor, darunter der Historiker und Hochschullehrer Jorge Guillermo Leguía.

## Schriften
- Elogio de Bolivar, Lima 1928
- Historia de la emancipación del Perú. El protectorado. Comision Nacional del Sesquicentenario de la Independencia del Peru, Lima 1972 (sieben Bände, aus dem Nachlass herausgegeben, Vorwort von Alberto Tauro).